# Stadionområdet
Stadionområdet is een wijk in het stadsdeel Hyllie van de Zweedse stad Malmö. De wijk heeft een oppervlakte van 0,30 km² en bevat verschillende sportaccommodaties. In het district wonen geen mensen.

## Sportaccommodaties
| Naam            | Foto | Activiteiten              | Capaciteit          | Geopend |
| --------------- | ---- | ------------------------- | ------------------- | ------- |
| Malmö Stadion   |      | Multifunctioneel stadion  | 27.500              | 1958    |
| Eleda Stadion   |      | Voetbalstadion            | 24.000              | 2009    |
| Malmö Isstadion |      | Sporthal met ijbaan       | 5.800               | 1968    |
| Baltiska hallen |      | Sport- en concerthal      | 4.000               | 1964    |
| Atleticum       |      | Sporthal met atletiekbaan | Niet van toepassing | 1992    |
| Kombihallen     |      | Overdekt voetbalveld      | Niet van toepassing | 1980    |